# Бёризо
Бёризо́ (фр. Beurizot) — коммуна во Франции, находится в регионе Бургундия. Департамент коммуны — Кот-д’Ор. Входит в состав кантона Витто. Округ коммуны — Монбар.
Код INSEE коммуны — 21069.

## Население
Население коммуны на 2010 год составляло 117 человек.
| 1962 | 1968 | 1975 | 1982 | 1990 | 1999 | 2010 |
| ---- | ---- | ---- | ---- | ---- | ---- | ---- |
| 174  | 165  | 112  | 76   | 97   | 110  | 117  |

## Экономика
В 2010 году среди 73 человек трудоспособного возраста (15—64 лет) 50 были экономически активными, 23 — неактивными (показатель активности — 68,5 %, в 1999 году было 67,6 %). Из 50 активных жителей работали 44 человека (24 мужчины и 20 женщин), безработных было 6 (5 мужчин и 1 женщина). Среди 23 неактивных 7 человек были учениками или студентами, 9 — пенсионерами, 7 были неактивными по другим причинам.